# Chamaedorea microphylla
Chamaedorea microphylla là loài thực vật có hoa thuộc họ Arecaceae. Loài này được H.Wendl. mô tả khoa học đầu tiên năm 1859.